# Clowesia amazonica
Clowesia amazonica är en orkidéart som beskrevs av Kleber Garcia de Lacerda och Vitorino Paiva Castro. Clowesia amazonica ingår i släktet Clowesia, och familjen orkidéer. Inga underarter finns listade i Catalogue of Life.